# Partito Liberal-Democratico di Russia
Il Partito Liberal-Democratico di Russia (in russo Либерально-демократическая партия России, ЛДПР?, Liberal'no-demokratičeskaja partija Rossii, LDPR) è un partito politico russo, fondato nel 1992, che si ispira al nazionalismo e al populismo di destra, e nonostante il nome, si oppone alla democrazia liberale.
Era guidato sin dalla sua fondazione da Vladimir Žirinovskij, morto il 6 aprile 2022.

## Storia
Alle elezioni del 1993 LDPR, puntando su programma nazionalista, ottenne il 22,92% dei voti ed elesse 64 deputati su 450. Nel 1995, LDPR scese all'11,18%, eleggendo comunque 51 deputati, a causa del buon risultato della neonata "la Russia è la Nostra Casa", che raccolse consensi nello stesso elettorato di LDPR. Nel 1999 LDPR, dimezzò ancora i propri voti (5,98%) ed ottenne appena 17 seggi. Le elezioni del 2003 videro una crescita dell'LDPR con l'11,45% dei suffragi e 36 seggi. Il buon risultato fu dovuto al fatto che sia LDPR che il Partito Comunista della Federazione Russa vennero considerati dagli elettori l'unica alternativa al partito del presidente Vladimir Putin, Russia Unita.
Alle elezioni politiche del 2007, LDPR è sceso all'8,14% dei consensi. Ciò nonostante i liberal-nazionalisti hanno ottenuto 40 seggi, 4 in più rispetto al 2003. Ciò è dovuto all'introduzione del nuovo sistema elettorale interamente proporzionale, che eliminando la quota maggioritaria ed elevando lo sbarramento al 7%, ha impedito l'accesso alla Duma ai partiti minori (Partito Agrario di Russia, Jabloko, Unione delle Forze di Destra) ed agli indipendenti, ben 71 nella Duma precedente.

## Ideologia
LDPR si autodefinisce come un movimento centrista e riformista. Il nome Liberal-Democratico, infatti, nacque per distinguersi dai partiti filo-europei, liberisti di Unione delle Forze di Destra e socio-liberali di Jabloko, e dai comunisti del Partito Comunista della Federazione Russa.
Più propriamente però, LDPR va considerato come un partito della destra populista, con tendenze nazionaliste, ostile sia al comunismo dell'era sovietica sia al capitalismo degli anni novanta.
Il programma di LDPR si schiera su posizioni stataliste, esprimendo interesse anche per progetti di carattere nazionalista come la riunificazione della Russia con alcune ex Repubbliche Sovietiche. È a favore dell'iniziativa privata in economia, ma con un ruolo dirigista da parte dello Stato.
Nello specifico, i principali punti d'azione programmatica di LDPR sono:
- Trasformare la Russia dalla democrazia a una dittatura con le radici del nazionalismo russo;
- La riunificazione di alcune delle repubbliche della Federazione Russa in uno stato unitario, con una forte presidenza, ed una sola lingua ufficiale (il russo);
- Occupazione dell'Ucraina;[12]
- Il consolidamento della riforma del sistema giudiziario;
- La pena capitale per i condannati per terrorismo, omicidio premeditato ed altri gravi reati;
- L'abolizione delle religioni "non-tradizionali" e delle sette religiose;
- La statalizzazione delle risorse di settori strategici dell'economia, in particolare per quelle naturali, l'alcool, tabacco, e agricoltura;
- Meno tasse per i produttori nazionali;
- Il diritto al lavoro e agli utili dell'impresa;
- Radicale riforma del sistema di assicurazioni sociali;
- Sostegno statale per la scienza, le tecnologie e l'agricoltura intensiva;
- L'abolizione di corruzione del governo;
- Sovranità economica russa / protezionismo;
- Il controllo di tutti i terreni agricoli da parte dello Stato.

## Risultati elettorali
| Elezione          | Voti       | %     | Seggi    | Posizione   |
| ----------------- | ---------- | ----- | -------- | ----------- |
| Parlamentari 1993 | 12.318.562 | 22,92 | 64 / 450 | Maggioranza |
| Parlamentari 1995 | 7.737.431  | 11,18 | 51 / 450 | Maggioranza |
| Parlamentari 1999 | 3.990.038  | 5,98  | 17 / 450 | Maggioranza |
| Parlamentari 2003 | 6.943.885  | 11,45 | 36 / 450 | Maggioranza |
| Parlamentari 2007 | 5.660.823  | 8,14  | 40 / 450 | Maggioranza |
| Parlamentari 2011 | 7.659.657  | 11,67 | 56 / 450 | Maggioranza |
| Parlamentari 2016 | 6.917.063  | 13,24 | 39 / 450 | Maggioranza |
| Parlamentari 2021 | 4.307.120  | 7,81  | 22 / 450 | Maggioranza |

| Elezione           | Elezione | Candidato            | Voti      | %    | Esito         |
| ------------------ | -------- | -------------------- | --------- | ---- | ------------- |
| Presidenziali 1996 | I turno  | Vladimir Žirinovskij | 4.311.479 | 5,70 | ❌ Non eletto |
| Presidenziali 2000 | I turno  | Vladimir Žirinovskij | 2.026.509 | 2,70 | ❌ Non eletto |
| Presidenziali 2004 | I turno  | Oleg Malyškin        | 1.405.326 | 2,02 | ❌ Non eletto |
| Presidenziali 2008 | I turno  | Vladimir Žirinovskij | 6.988.510 | 9,35 | ❌ Non eletto |
| Presidenziali 2012 | I turno  | Vladimir Žirinovskij | 4.448.959 | 6,22 | ❌ Non eletto |
| Presidenziali 2018 | I turno  | Vladimir Žirinovskij | 4.226.476 | 5,65 | ❌ Non eletto |
| Presidenziali 2024 | I turno  | Leonid Sluckij       | 2.795.629 | 3,24 | ❌ Non eletto |